# Phyllocnistis puyehuensis
Phyllocnistis puyehuensis är en fjärilsart som beskrevs av Davis 1994. Phyllocnistis puyehuensis ingår i släktet Phyllocnistis och familjen styltmalar. Inga underarter finns listade i Catalogue of Life.